# 阳叔
阳叔（?—?），中国春秋时期晋国的公子。阳叔是晋穆侯的儿子，晋文侯的弟弟。其子是孙伯黡，掌管晋国的典籍，后代为籍氏。

## 子孙
- 子：孙伯黡
  - 孙：司空颉，籍黡子
    - 曾孙：南里叔子，籍颉子
      - 玄孙：叔正官伯
        - 五世孙：司徒公，叔正官伯子
          - 六世孙：曲沃正少襄，司徒公子
            - 七世孙：司功太伯，籍少襄子
              - 八世孙：侯季子，籍太伯子
                - 九世孙：籍偃，一作籍游，籍季子
                  - 十世孙：籍谈，籍偃子
                    - 十一世孙：籍秦，籍谈子[3]